# Trainwreck
Trainwreck é uma banda norte-americana de hard rock, formada por Kyle Gass, também membro do Tenacious D, entre outros. A banda faz as canções dos jogos do Tenacious D e também na maior parte do filme Tenacious D in: The Pick of Destiny.

## Discografia

### Álbuns de estúdio
- 2006: Trainwreck - The EP
- 2009: The Wreckoning

### Álbuns ao vivo
- 2004: Trainwreck Live